# Massif des Montagnes Noires
Ne doit pas être confondu avec Montagne Noire.
Pour l’article homonyme, voir Montagnes Noires.
Le massif des Montagnes Noires forme une chaîne montagneuse située dans la partie centrale d'Haïti. Elles bordent, par le nord, la plaine Artibonite en parallèle avec la chaîne des Matheux située sur la partie méridionale de cette même plaine. Les Montagnes Noires forment une chaîne orientée ouest-est, allant de la mer des Caraïbes jusqu'au lac de Péligre à l'intérieur des terres. Le massif des Montagnes Noires comprend la chaîne d'Ennery, la chaîne des Cahos et la chaîne des Montagnes Noires. L'altitude varie de 600 à 1 793 mètres.
Les Montagnes Noires sont en grande partie composées de calcaire. 
Comme d'autres massifs forestiers haïtiens, elles subissent une vaste déforestation.